# NGC 6558
NGC 6558 est un amas globulaire situé dans la constellation du Sagittaire à environ 24 150 a.l. (7,4 kpc) du Soleil et à 3 260 a.l. (1,0 kpc) du centre de la Voie lactée. Il a été découvert par l'astronome britannique John Herschel en 1834.

## Caractéristiques
Selon les mesures réalisées par le satellite Gaia, la vitesse radiale héliocentrique de cet amas est égale à −194,69 ± 0,81 km/s. Harris indique une vitesse semblable, soit −197,2 ± 1,5 km/s.
Selon une étude parue en 2011 par Santos et ses collègues, l'âge de l'amas serait de 12,7 ± 1,5 milliard d'années.
Selon une étude publiée en 2011 par J. Boyles et ses collègues, la métallicité de l'amas globulaire NGC 6558 est égale à -1,32 et sa masse est égale à 98 400{\displaystyle M_{\odot }}. Dans cette même étude, la distance de l'amas est aussi estimée à environ 7,4 kpc (∼24 100 al). La base de données Simbad indique une seule valeur de la métallicité, soit  allant de -0,83. Une métallicité comprise entre -1,32 et 0,83 signifie que la concentration en fer de NGC 6558 est comprise entre à 4,8%  et 15% de celle du Soleil. Après le Big Bang, l'Univers étant surtout composé d'hydrogène et d'hélium, la métallicité était pratiquement nulle. L'univers s'est progressivement enrichi en métaux (éléments plus lourds que l'hélium) grâce à la synthèse de ceux-ci dans le cœur des étoiles. La métallicité des amas du halo de la Voie lactée varie d'un centième à un dixième de la métallicité solaire, ce qui signifie que ces amas se décomposent en deux sous-groupes, les relativement jeunes et les vieux . Selon sa métallicité, NGC 6558 serait donc un amas relativement jeune et riche en métaux.